# Burchellia bubalina
Burchellia bubalina ist die einzige Art der Pflanzengattung Burchellia innerhalb der Familie der Rötegewächse (Rubiaceae). Es ist ein Florenelement der Capensis. Sie wird als Zierpflanze verwendet. Trivialnamen sind in englischer Sprache „wild pomegranate“ sowie in Afrikaans „wildegranaat“, und so wird sie auch manchmal im deutschen Sprachraum „Afrikanischer Granatapfel“ genannt.

## Beschreibung

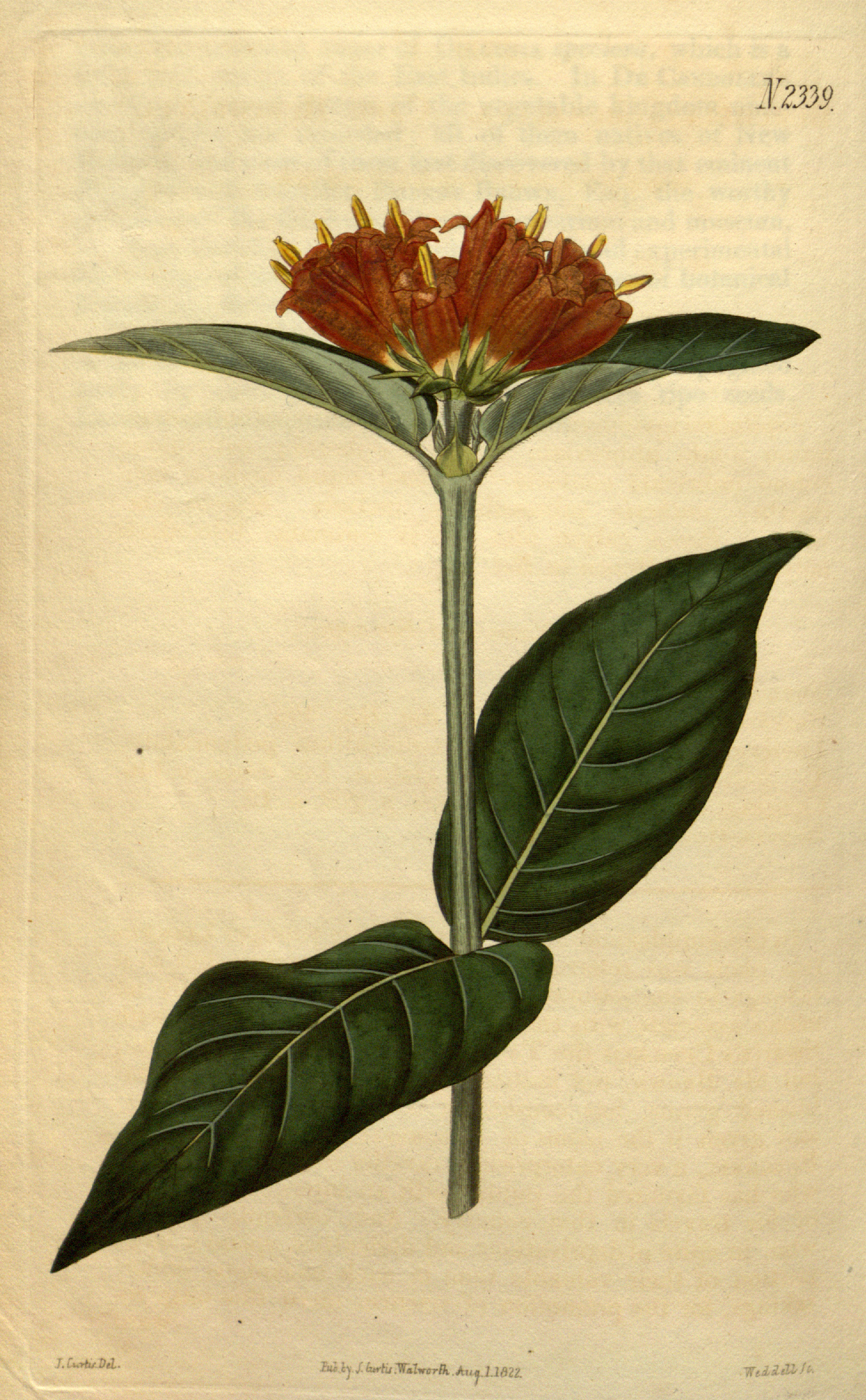
Illustration aus Curtis's Botanical Magazine, Volume 49, Tafel 2339.

### Erscheinungsbild und Blatt
Burchellia bubalina wächst als immergrüner Strauch oder kleiner Baum, der Wuchshöhen von bis zu 8 Meter erreicht. Die glatte, grau-braune Borke wird an älteren Exemplaren rauer. Die Rinde der Zweige ist anfangs immer behaart.
Die gegenständig an den Zweigen angeordneten Laubblätter sind in Blattstiel und Blattspreite gegliedert. Der Blattstiel ist behaart. Die anfangs weiche und später relativ dick und ledrig werdende, einfache Blattspreite ist bei einer Länge von 5 bis 18 cm und einer Breite von 2,5 bis 8,0 cm breit eiförmig. Die Blattoberseite ist glänzend dunkelgrün und die Blattunterseite ist heller mit feinen, weichen Haaren entlang der Blattadern.

### Blütenstand, Blüte und Frucht
Die Blütezeit liegt in Südafrika zwischen frühem Frühling und Sommermitte. Die Blüten stehen in endständigen, dichten, bündeligen Blütenständen.
Die zwittrigen Blüten sind fünfzählig mit doppelter Blütenhülle. Die fünf Kelchblätter sind haltbar. Die fünf leuchtend roten bis orangefarbenen Kronblätter sind röhrig verwachsen. Der süße Nektar lockt Vögel an.
Die urnenförmigen Früchte sind anfangs grün und werden bei Reife braun und holzig; sie sind von haltbaren, hornähnlichen Kelchlappen gekrönt. Die Früchte bleiben viele Monate am Baum.

### Chromosomenzahl
Die Chromosomenzahl beträgt 2n = etwa 66.

## Vorkommen
Burchellia bubalina ist ein Florenelement der Capensis. Sie kommt in Lesotho sowie Eswatini und in den südafrikanischen Provinzen Ostkap, KwaZulu-Natal, Limpopo, Mpumalanga sowie Westkap vor. Dort ist sie in einem Streifen entlang der Küste zu finden.
Er gedeiht natürlich in Wäldern sowie Waldrändern, Felsaufschlüssen und in Gebüschen im bergigen Grasland.

## Systematik
Burchellia bubalina ist die einzige Art der Gattung Burchellia, die zur Unterfamilie Ixoroideae innerhalb der Familie Rubiaceae gehört.
Diese Art wurde 1782 unter dem Namen Lonicera bubalina durch Carl von Linné dem Jüngeren in Supplementum plantarum Systematis vegetabilium editionis decimae tertiae, Generum plantarum editionis sextae, et Specierum plantarum editionis secunda, S. 146 erstveröffentlicht. Sie wurde 1822 durch John Sims in Botanical Magazine; or, Flower-Garden Displayed ... London, 49, Tafel 2339 in die Gattung Burchellia gestellt. Die Gattung Burchellia wurde 1820 durch Robert Brown in Botanical Register; Consisting of Coloured Figures of Exotic Plants Cultivated in British Gardens; with their History and Mode of Treatment. London, 6, Tafel 466 aufgestellt. Der Gattungsname Burchellia ehrt den britischen Naturforscher und Botaniker William John Burchell (1781 – 1863), der eine Expedition in Südafrika durchführte. Das Epitheton bubalina ist aus dem Lateinischen abgeleitet, man bezieht es auf zwei Arteigenschaften: auf die lederfarbenen Trichome einiger Formen und auf die büffelhornartigen, haltbaren Blütenkelche auf den Früchten.
Ein Synonym für Burchellia R.Br. ist Bubalina Raf. Weitere Synonyme für Burchellia bubalina (L. f.) Sims sind: Burchellia capensis R.Br., Burchellia capensis var. parviflora (Lindl.) Sond., Burchellia kraussii Hochst., Burchellia major Heynh., Burchellia parviflora Lindl., Burchellia speciosa Heynh., Canephora capitata Willd., Cephaelis bubalina (L. f.) Pers., Genipa capensis (R.Br.) Baill.

## Nutzung
Burchellia bubalina wird als Ziergehölz an halbschattigen bis sonnigen Standorten in Parks und Gärten verwendet. Die dekorative Wirkung geht von den granatapfel-ähnlichen Blüten aus, daher die Trivialnamen. Die Borke und die Wurzeln werden medizinisch verwendet. Das harte Holz wird zum Bau von Hütten und zur Herstellung landwirtschaftlicher Geräte verwendet.